# 大沼街道 (愛知県)
大沼街道（おおぬまかいどう）とは、愛知県岡崎市鴨田町から同県豊田市大沼町（旧下山村）に至る街道である。

## 概要
岡崎市鴨田町を起点に足助街道より分岐する街道で、ここから東へ進み、滝町から青木川沿いを進み、北上して郡界川を越えて東大沼に至る。
大沼街道の沿線には日本三大東照宮のひとつ滝山東照宮がある。特に滝仁王門から大井野口までの区間は、旧常磐村のメインストリートとも呼べる街並みで、寺社が点在し、趣のある通りである。県道477号のバイパス区間が開通すると自動車交通量が変化し、通学路でもある滝山寺の通りは旧道としての性格を表している。
また下山街道は、滝町から大柳町までの区間で大沼街道と重複しており、現在の大柳簡易郵便局のある交差点で直進して一色を経て保久方面に通じている。

### 米河内の馬頭観音
大沼街道が県道として改修される以前、米河内下一本松辺りは、急峻な坂道を下って50メートル右に曲がる道路構造であったため、運送車が速度と荷重で牛馬ごと青木川の瀑布下に転落する事故が発生しやすかった。こうした度重なる遭難の牛馬を憐れみ、また御者の安全と、滝町・米河内町の地境道標を兼ねて馬頭観音が祀られた。
昭和初期に牛馬車運送組合は繁盛し、畔柳千代松が組合長であった時代には、組合員数人で観音講を設けて年々のお祭りと堂守りをしていた。
その後、時代の流れとともに牛馬車運送は衰退。この地で谷川丑松が石材採掘を始めると、馬頭観音のお祭りも彼らが引き継いで行った。その後、畔柳寛次が跡地を資材置場として使用するに及んで、交通安全、家内安全、動物愛護の志をもって当馬頭観音を崇敬して祭る。
平成に入り、県道拡張工事に伴って現在の地に馬頭観音が移転。今も昔も、米河内の馬頭観音はお供えの生花が絶えることがない。

### 牛落渓谷と滝
むかし大沼街道の最大の難所として知られた、岡崎市安戸町にある険しい渓谷がある道で、荷を背負った牛が滑り落ちたところから名付けられたという。
明治に入り県道に改修された大沼街道は、自動車が通行する道としては見返り橋がある方向に迂回するルートが選ばれた。
この渓谷付近は、木々に囲まれた別世界を形成している。谷底まで降りると、一の滝から四の滝まで、合計落差30メートルはあろうかと思われる大きな滝を見ることができる。
難路を切り開いた補天和尚と村人たちの話は、常磐の昔話として伝えられている。江戸時代末期、羽布の光照寺の補天和尚は苦労して牛落渓谷の難所を通る人や牛馬の様子を難儀に思い、道路改修を発願。村人と力を合わせて岩盤を削って通りやすくした。特に石切り場跡になっている場所は、一の滝の真上で大きな岩盤が迫り、難工事であった。
牛落渓谷と滝は「旧岡崎観光文化百選」に指定されていた。

## 踏襲する現代の道路
- 愛知県道335号南大須鴨田線
- 愛知県道477号東大見岡崎線
- 愛知県道339号長沢東蔵前線
- 愛知県道338号花沢桑原線
- 国道301号（挙母街道）

## 接続する路線
- 足助街道（岡崎市）
- 青木橋通り（岡崎市）
- 春日通り（岡崎市）
- グランドロード（岡崎市）
- 松平往還（岡崎市）

## 沿線・周辺
- 九品院・善光寺
- 滝仁王門
- 弘願寺
- 滝山寺・滝山東照宮
- 米河内の馬頭観音
- 青木川
- 徳善寺
- 村社八幡宮
- 見返橋
- 牛落渓谷
- 長沢橋
- 津島神社
- 郡界川